# JA21
JA21 (acronimo inverso di Juiste Antwoord 2021, lett. "Risposta Corretta 2021") è un partito politico dei Paesi Bassi.
È stato fondato nel dicembre 2020 da Joost Eerdmans e Annabel Nanninga dopo aver lasciato il Forum per la Democrazia il 26 novembre 2020.

## Storia

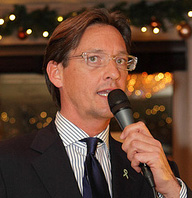
Joost Eerdmans, cofondatore e leader del partito

JA21 è stato fondato il 18 dicembre 2020 da Eerdmans e Nanninga, dopo che avevano lasciato il Forum per la Democrazia a seguito di una disputa interna sulla risposta della leadership del partito alle accuse di razzismo, antisemitismo e omofobia contro il loro movimento giovanile (inclusa la glorificazione di Anders Breivik e Brenton Tarrant) e per dichiarazioni controverse fatte dal leader del partito Thierry Baudet. Il partito si descrive come un "vero" partito di destra e mira a colmare il divario tra il Partito Popolare per la Libertà e la Democrazia (VVD) e il Partito per la Libertà (PVV). Il leader del partito Joost Eerdmans era stato precedentemente membro del parlamento per la Lista Pim Fortuyn ed era stato vicesindaco di Rotterdam.
Il partito ha partecipato alle elezioni generali olandesi del 17 marzo 2021.

## Ideologia
Nella sua piattaforma, JA21 si descrive sia come liberale che conservatore con una particolare attenzione sulla libertà personale, trasparenza politica e affidabilità governativa. Sia gli osservatori politici che la leadership del partito hanno fatto riferimento a JA21 come influenzato dal Fortuynismo, l'ideologia sposata dal politico olandese assassinato Pim Fortuyn e dalla sua lista Lista Pim Fortuyn (LPF). Il leader del partito Joost Eerdmans, è lui stesso un ex politico dell'LPF e ha affermato di volere che JA21 aiuti "le idee di Fortuyn a tornare nella Camera dei Rappresentanti".
- Immigrazione: a favore di una politica di immigrazione più rigorosa e di una posizione di tolleranza zero sull'immigrazione illegale
- Democrazia: favorevole a dare più potere all'elettorato attraverso referendum vincolanti
- Pensioni: contro il controllo dell'UE sulle pensioni olandesi
- Sicurezza: a favore di un esercito e di una polizia forti e di una politica di tolleranza zero per l'estremismo
- Unione Europea: contro il trasferimento di risorse dal Nord al Sud Europa: contro l'Eurofederalismo
- Assistenza sanitaria: favorevole a anteporre gli interessi dei pazienti a quelli degli assicuratori sanitari
- Reddito: a favore di riforme fiscali e previdenziali per creare incentivi lavorativi
- Media e cultura: a favore della depoliticizzazione del sistema di radiodiffusione pubblica olandese e di più fondi per il patrimonio culturale
- Educazione: contro l'omogeneità ideologica e la politica identitaria nelle scuole
- Imprenditorialità: a favore del sostegno alle piccole imprese; contro gli accordi governativi con le multinazionali
- Clima: contro leggi costose che puniscono chi inquina
- Pandemia COVID-19: a favore di una politica basata sulla scienza, per la salute pubblica e l'economia

## Risultati elettorali

### Legislative
| Elezione         | Voti    | %    | Seggi   |
| ---------------- | ------- | ---- | ------- |
| Legislative 2021 | 245.859 | 2,37 | 3 / 150 |
| Legislative 2023 | 71.345  | 0,68 | 1 / 150 |

### Senatoriali
| Elezione         | Voti  | %    | Seggi  |
| ---------------- | ----- | ---- | ------ |
| Senatoriali 2023 | 8.289 | 4,63 | 3 / 75 |